# Riserva indiana (Stati Uniti d'America)

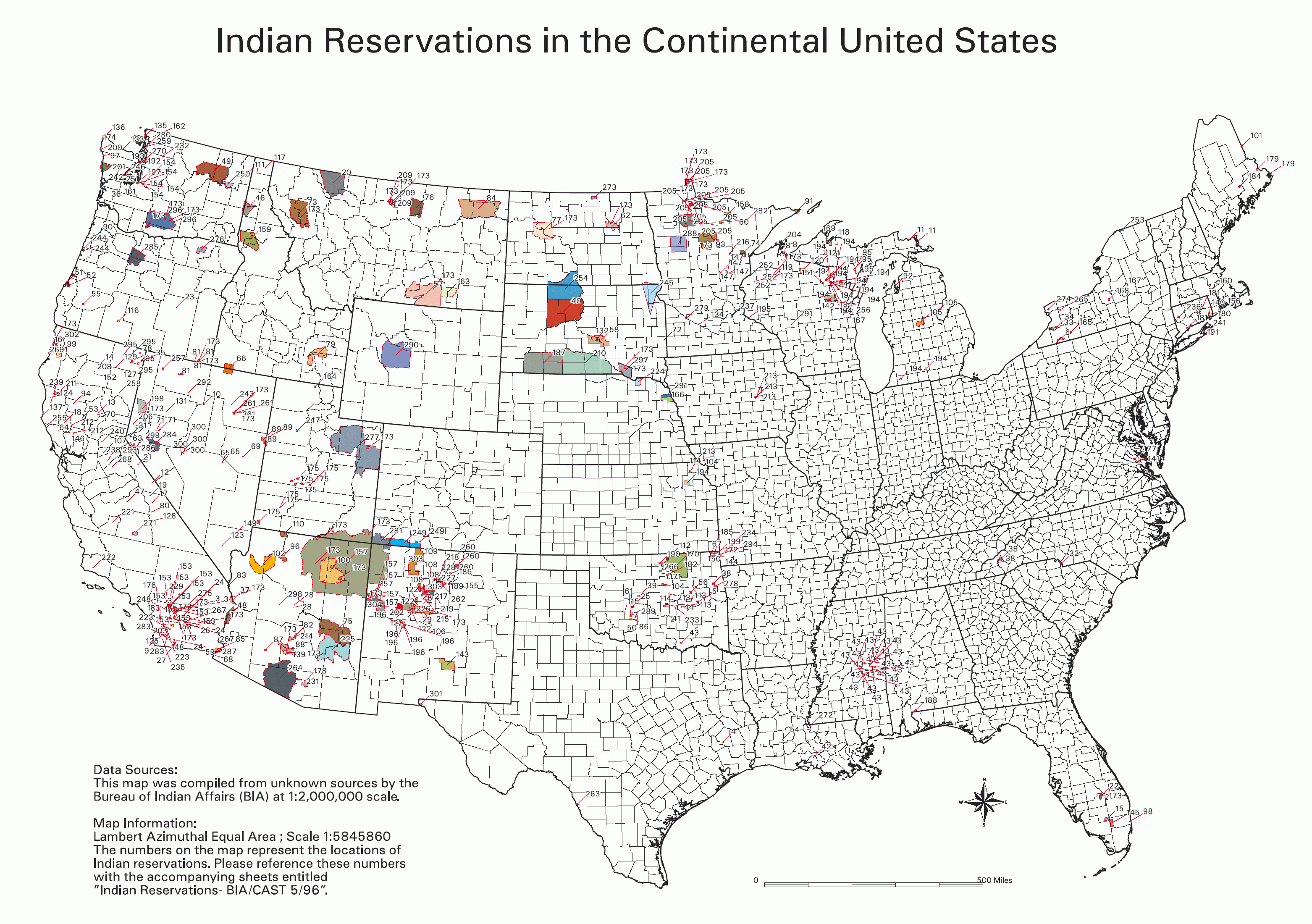
Mappa delle riserve indiane degli Stati Uniti continentali.

Una riserva indiana (in inglese: Indian reservation), negli Stati Uniti d'America, è una denominazione legale che indica una porzione di terra gestita da una tribù nativa americana riconosciuta dal governo federale Americano.
È posta sotto il controllo dell'Agenzia degli affari indiani o dei governi degli Stati federati nei quali le riserve si trovano. Ciascuna delle 326 riserve indiane degli Stati Uniti è associata a una particolare Nazione. Non tutte le 567 tribù riconosciute del paese hanno una riserva — alcune tribù hanno più di una riserva, alcune condividono le riserve, mentre altre non ne hanno. In aggiunta, a causa delle assegnazioni di terre del passato, che hanno condotto ad alcune vendite ad Americani non nativi, alcune riserve sono notevolmente frammentate, con ciascuna porzione di terra tribale, individuale e detenuta privatamente che costituisce un'enclave separata. Questo miscuglio di proprietà immobiliari pubbliche e private crea significative difficoltà amministrative, politiche e legali.
Complessivamente l'area di tutte le riserve è di 56 200 000 acri (227 000 km²), circa la dimensione dell'Idaho. Benché la maggior parte delle riserve siano piccole rispetto agli stati statunitensi, ci sono 12 riserve indiane più grandi del Rhode Island. Quella più grande, la Riserva della Nazione Navajo, è simile nelle dimensioni alla Virginia Occidentale. Le riserve sono distribuite in modo irregolare in tutto il paese; la maggioranza si trovano ad ovest del fiume Mississippi e occupano terre che furono prima riservate per trattato o "concesse" dal pubblico demanio.
Poiché le tribù possiedono il concetto di sovranità tribale, anche se limitata, le leggi in vigore sulle terre tribali variano rispetto a quelle dell'area circostante. Queste leggi, per esempio, possono permettere casinò legali nelle riserve, che attraggono i turisti. Spesso il consiglio tribale, non il governo locale né il governo federale, ha la giurisdizione sulle riserve. Riserve diverse hanno sistemi di governo diversi, che possono o meno replicare le forme di governo che si trovano fuori dalla riserva. La maggior parte delle riserve native americane furono istituite dal governo federale; un numero limitato, principalmente nell'Est, devono la loro origine al riconoscimento statale.
Il nome "riserva" proviene dalla concezione delle tribù native americane come sovrane, al tempo in cui fu ratificata la Costituzione statunitense. Così, i primi trattati di pace (spesso firmati sotto coercizione) nei quali le tribù native americane cedevano grandi porzioni di terra agli Stati Uniti, designavano anche le particelle che le tribù, come sovrani, "riservavano" a sé stesse, e quelle particelle vennero ad essere chiamate "riserve". Il termine rimase in uso anche dopo che il governo federale cominciò a ricollocare con la forza le tribù in porzioni di terra con le quali esse non avevano alcun legame storico.
Oggi la maggioranza dei Nativi americani e dei Nativi dell'Alaska vivono in luoghi diversi dalle riserve, spesso in città occidentali più grandi come Phoenix e Los Angeles.Secondo un censimento del 2020,ne vivono circa 9,7 milioni.
Il 9 luglio 2020, la Corte Suprema degli Stati Uniti ha stabilito nella sentenza McGirt v. Oklahoma che quasi la metà del territorio dell'Oklahoma deve considerarsi una riserva indiana ai fini della legge penale federale statunitense.

## Storia

### Storia coloniale e iniziale degli Stati Uniti
Dall'inizio della loro colonizzazione delle Americhe, gli Europei allontanarono spesso i popoli nativi dalle terre che desideravano occupare. I mezzi variavano, e potevano includere: trattati conclusi sotto pesante costrizione, l'espulsione forzata e la violenza, e in alcuni casi trasferimenti volontari basati sull'accordo reciproco. L'allontanamento causava molti problemi, come le tribù che perdevano i mezzi di sostentamento venendo vincolate a una determinata zona, gli agricoltori che si ritrovavano con terre inadatte per l'agricoltura e l'ostilità fra le tribù.
Nel 1764 fu proposto dalla Commissione per il commercio il "Piano per la futura gestione degli Affari indiani" (Plan for the Future Management of Indian Affairs).
Per gran parte del Nord America, la Rivoluzione americana fu più una battaglia contro gli Indiani che una guerra contro i Britannici. Così, quando la guerra si concluse con il Trattato di Parigi del 1783, fu generalmente inteso dai funzionari americani che il trattato spogliasse gli Indiani di tutti i diritti di proprietà ad est del fiume Mississippi. Il trattato, cioè, fu visto dagli Americani come una conferma della loro conquista della terra indiana.
I contratti privati che una volta caratterizzavano la vendita della terra indiana ai vari individui e gruppi — dagli agricoltori alle città — furono sostituiti dai trattati fra sovrani. Questo protocollo fu adottato dal governo degli Stati Uniti dopo la Rivoluzione americana.
L'11 marzo 1824, John C. Calhoun fondò l'Ufficio degli Affari indiani come divisione del Dipartimento della Guerra degli Stati Uniti (ora Dipartimento della Difesa degli Stati Uniti), per risolvere il problema della terra con 38 trattati con le tribù indiane americane.

### Ascesa della politica di deportazione degli Indiani (1830–1868)
L'approvazione dell'Indian Removal Act ("Legge sulla deportazione degli Indiani") nel 1830 segnò la sistematizzazione di una politica del governo federale statunitense volta a trasferire con la forza le popolazioni native lontano dalle aree popolate dagli Europei.
Un esempio furono le Cinque Tribù Civilizzate, che furono deportate dalle loro terre native negli Stati Uniti meridionali e trasferire nell'odierno Oklahoma, in una migrazione di massa che divenne nota come il Sentiero delle lacrime (Trail of Tears). Alcune delle terre che furono date da abitare a queste tribù, in seguito alle deportazioni, divennero alla fine riserve indiane.
Nel 1851, il Congresso degli Stati Uniti approvò l'Indian Appropriations Act ("Legge sulle dotazioni indiane") che autorizzava la creazione di riserve indiane nell'odierno Oklahoma. I rapporti tra i coloni e i nativi erano diventati sempre peggiori poiché i coloni occupavano illegalmente il territorio e le risorse naturali a Ovest.

### Assimilazione forzata (1868–1887)

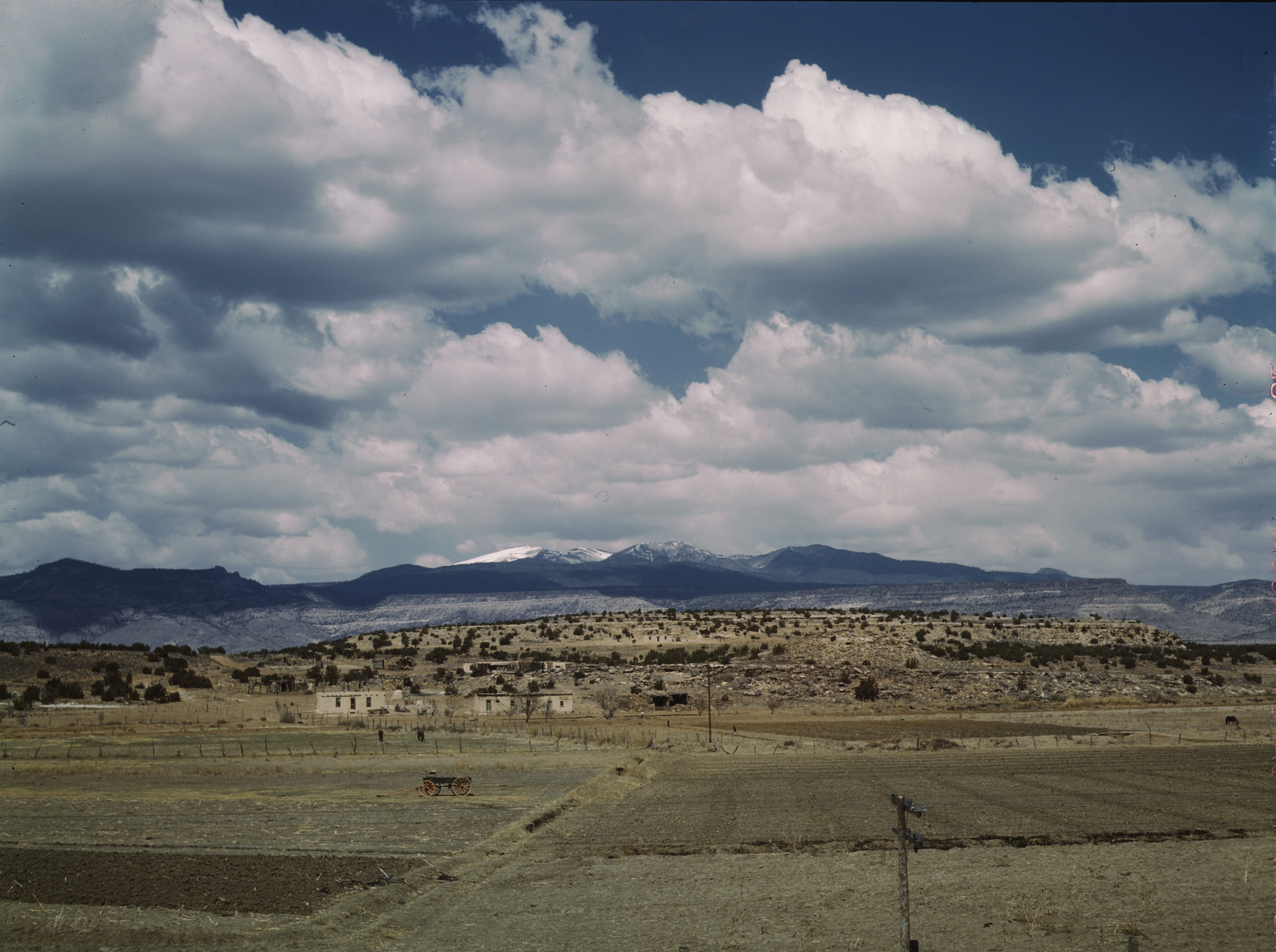
La maggior parte delle riserve indiane, come la riserva indiana di Laguna in Nuovo Messico (raffigurata qui nel 1943), sono negli Stati Uniti occidentali, spesso in regioni più adatte all'allevamento che alla coltivazione.

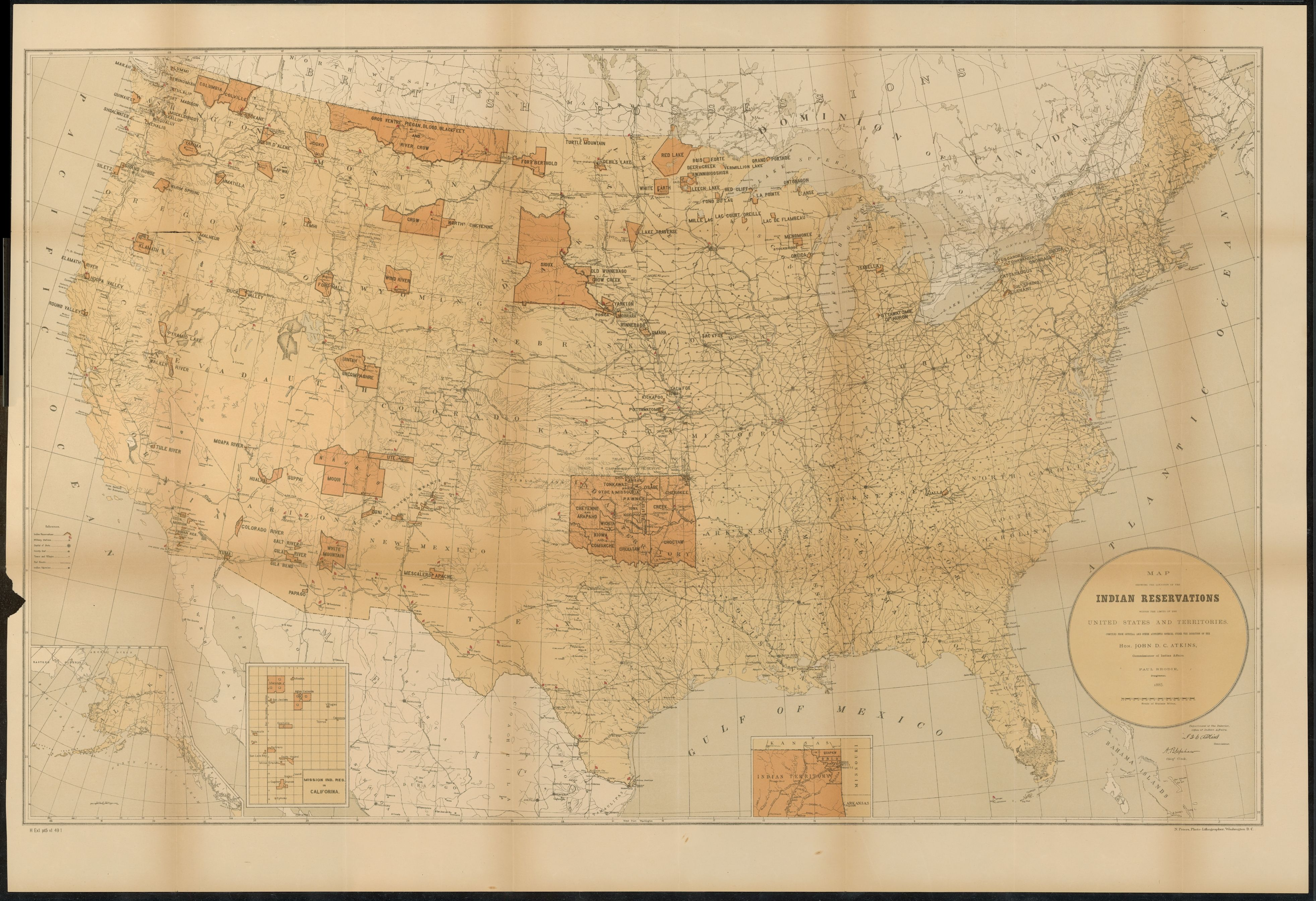
Paul Brodie, Map Showing the Location of the Indian Reservations within the Limits of the United States and Territories, 1885

Nel 1868, il presidente Ulysses S. Grant perseguì una "Politica di pace" come tentativo di evitare la violenza. La politica includeva una riorganizzazione del Servizio indiano, con l'obiettivo di ricollocare le varie tribù dalle loro patrie ancestrali in particelle di terre istituite specificamente per la loro abitazione. La politica richiedeva la sostituzione dei funzionari del governo con religiosi, nominati dalle chiese, per dirigere le agenzie indiane nelle riserve allo scopo di insegnare il cristianesimo alle tribù native. I Quaccheri furono particolarmente attivi in questa politica per le riserve.
La politica fu controversa dall'inizio. Le riserve erano istituite generalmente mediante ordine esecutivo. In molti casi, i coloni bianchi obiettarono alle dimensioni delle particelle di terra, che furono successivamente ridotte. Un rapporto presentato al Congresso nel 1868 trovò una diffusa corruzione tra le agenzie federali dei Nativi americani e condizioni generalmente di indigenza tra le tribù ricollocate.
Molte tribù ignorarono gli ordini di ricollocazione in principio e furono condotti con la forza sulle ristrette particelle di terra loro assegnate. L'attuazione della politica richiedeva che l'Esercito degli Stati Uniti limitasse i movimenti delle varie tribù. L'inseguimento delle tribù al fine di ricacciarle nelle riserve portò a numerosi massacri di Nativi americani e ad alcune guerre. Il conflitto più noto furono le Guerre sioux sulle Grandi Pianure settentrionali, fra il 1876 e il 1881, che inclusero la battaglia del Little Bighorn. Un'altra guerra famosa a questo riguardo fu la Guerra dei Nasi Forati.
Entro la fine degli anni 1870, la politica istituita dal presidente Grant era considerata un fallimento, principalmente perché aveva prodotto alcune delle guerre più sanguinose tra i Nativi americani e gli Stati Uniti. Entro il 1877, il presidente Rutherford B. Hayes cominciò a eliminare gruadualmente la politica, ed entro il 1882 tutte le organizzazioni religiose avevano rinunciato alla loro autorità in favore delle agenzie indiane federali.

### Riserve individualizzate (1887–1934)
Nel 1887, il Congresso intraprese un significativo cambiamento nella politica delle riserve dall'approvazione del Dawes Act, o Legge generale sulle assegnazioni (proprietà individuale) (General Allotment (Severalty) Act). La legge pose fine alla politica generale di concedere particelle di terra alle tribù nel loro insieme, assegnando piccole particelle di terra ai membri individuali delle tribù. In alcuni casi, ad esempio la Riserva indiana di Umatilla, dopo che furono concesse particelle a valere sulla terra della riserva, l'area di quest'ultima fu ridotta dando la "terra in eccesso" ai coloni bianchi. La politica delle assegnazioni individuali continuò fino al 1934, quando fu terminata dall'Indian Reorganization Act ("Legge sulla riorganizzazione degli Indiani").

### Indian New Deal(1934–presente)
L'Indian Reorganization Act del 1934, noto anche come Howard-Wheeler Act, fu chiamato a volte Indian New Deal. Esso delineò nuovi diritti per i Nativi americani, invertì una parte della precedente privatizzazione dei loro possedimenti comuni e incoraggiò la sovranità tribale e la gestione delle terre da parte delle stesse tribù. La legge rallentò l'assegnazione delle terre tribali ai membri individuali e ridusse l'assegnazione dei possedimenti "extra" ai non membri.
Per i 20 anni seguenti, il governo statunitense investì in infrastrutture, assistenza sanitaria e istruzione nelle riserve. Parimenti, oltre 2.000.000 di acri (8.000 km²) di terra furono restituiti alle varie tribù. Entro un decennio dal ritiro di John Collier (l'iniziatore dell'Indian New Deal) la posizione del governo cominciò a oscillare nella direzione opposta. I nuovi Commissari Myers ed Emmons introdussero l'idea del "programma di ritiro" o "terminazione", che cercò di porre fine alla responsabilità e al coinvolgimento del governo con gli Indiani e di forzare la loro assimilazione.
Gli Indiani avrebbero perso le loro terre, ma sarebbero stati compensati, sebbene molti non lo furono. Anche se il malcontento e il rifiuto sociale uccisero l'idea prima che fosse pienamente implementata, cinque tribù furono terminate: i Coushatta, gli Ute, i Paiute, i Menominee e i Klamath, e 114 gruppi in California persero il loro riconoscimento federale come tribù. Molti individui furono anche ricollocati nelle città, ma un terzo ritornò alle sue riserve tribali nei decenni che seguirono.

## Possesso delle terre e legge federale sugli Indiani
Con l'istituzione delle riserve, i territori tribali diminuirono a una frazione delle aree originarie e le pratiche consuetudinarie indigene del possesso delle terre resistettero solo per un periodo, e non in ogni caso. Invece, il governo federale stabilì regolamenti che subordinavano le tribù all'autorità, prima, dell'esercito, e poi del Bureau (Ufficio) degli Affari indiani. In base alla legge federale, il governo concedeva le riserve in esclusiva alle tribù, che diventavano entità legali, che in tempi successivi hanno operato in forma societaria. Il possesso tribale identifica la giurisdizione sulla pianificazione dell'uso delle terre e sulla zonizzazione, negoziando (con la stretta partecipazione dell'Ufficio degli Affari indiani) le licenze per lo sfruttamento del legname e delle miniere.
Le tribù generalmente hanno autorità su altre forme di sviluppo economico come l'allevamento, agricoltura, il turismo e i casinò. Le tribù assumono sia membri, sia altri Indiani sia non Indiani in varie posizioni; possono gestire negozi tribali, stazioni di benzina e sviluppare musei (ad es., c'è una stazione di benzina e un negozio di generi vari nella Riserva indiana di Fort Hall, (Idaho), e un museo a Foxwoods, nella Riserva indiana dei Mashantucket Pequot, nel Connecticut.
I membri tribali possono utilizzare numerose risorse che rientrano nei diritti di possesso tribali come il pascolo e alcune terre coltivabili. Possono anche costruire case su terre detenute dalla tribù. Come tali, i membri sono comproprietari o condomini (tenants in common), una condizione che può essere paragonata al possesso comune. Anche se parte di questo modello emana dalla consuetudine tribale precedente alle riserve, generalmente la tribù ha l'autorità di modificare le pratiche dei comproprietari.

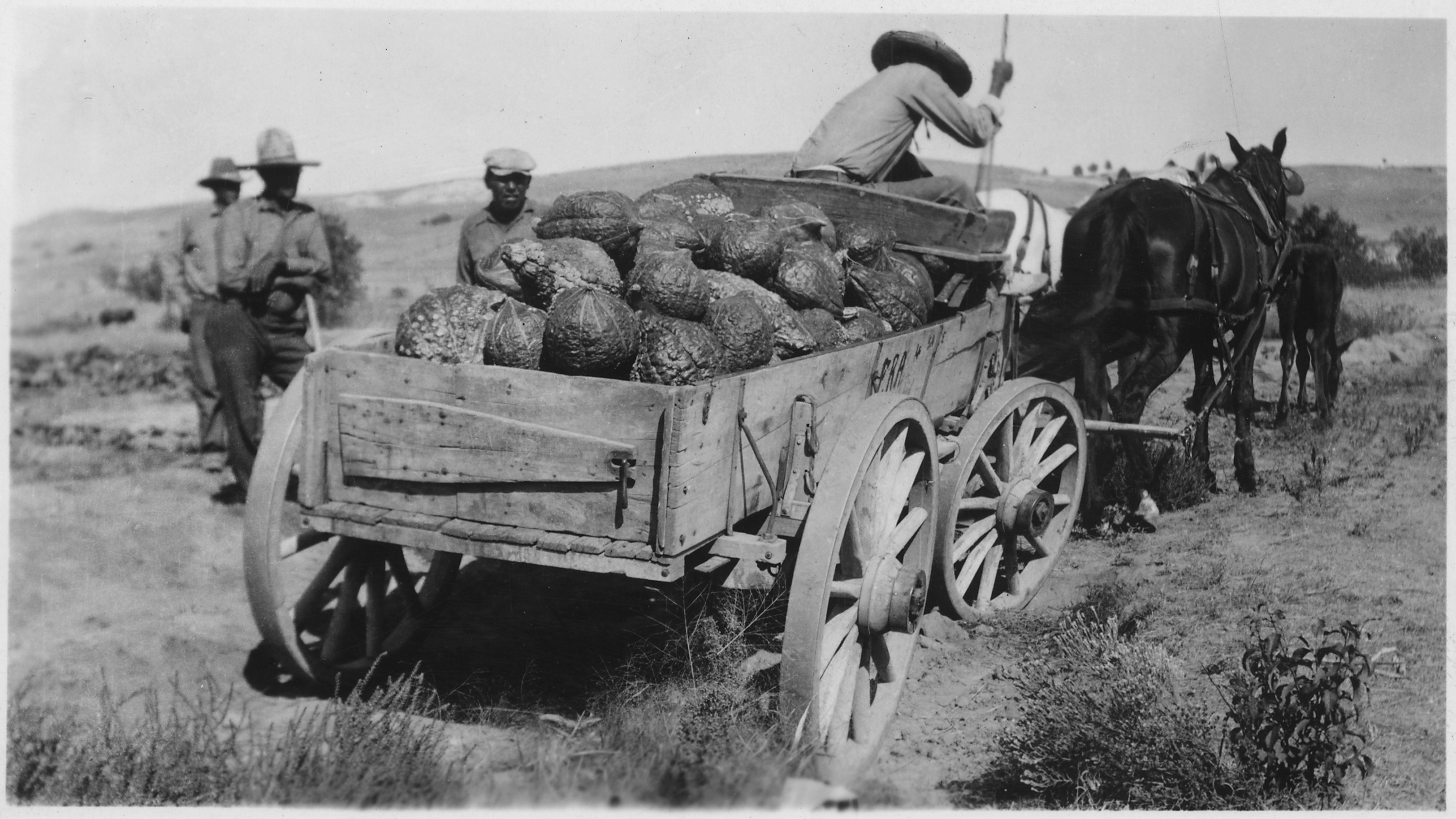
Carro carico di zucche, Riserva indiana di Rosebud, ca. 1936

Con la Legge generale sulle assegnazioni (Dawes) del 1887, il governo cercò di individualizzare le terre tribali autorizzando assegnazioni detenute a titolo di possesso individuale. Generalmente, il processo di allocazione portò a raggruppare i possedimenti delle famiglie e, in alcuni casi, questo assicurò il mantenimento dei modelli dei clan o di altro tipo esistenti prima dell'istituzione delle riserve. C'erano stati alcuni programmi di assegnaziond in anticipo sul Dawes Act. Tuttavia, la vasta frammentazione delle riserve si verificò dall'attuazione di questa legge fino al 1934, quando fu approvata la Legge sulla riorganizzazione degli Indiani. Ciononostante, il Congresso autorizzò alcuni programmi di assegnazione negli anni successivi, come nella Riserva indiana di Palm Springs/Agua Caliente in California.
L'assegnazione mise in moto una serie di circostanze: 
- gli individui potevano vendere (alienare) l'assegnazione – in base al Dawes Act, non poteva accadere prima di venticinque anni;
- gli assegnatari individuali che fossero morti intestati avrebbero creato vincoli sulla terra, che dipendenvano dalle leggi statali prevalenti in materia di successione, portando a complesse vicende ereditarie. Il Congresso ha tentato di mitigare l'impatto dei diritti ereditari, concedendo alle tribù la capacità di acquisire le assegnazioni frammentate a causa dei diritti ereditari mediante contributi finanziari. Le tribù possono anche includere tali particelle in piani di utilizzo della terra a lungo termine;
- con l'alienazione ai non Indiani, l'accresciuta presenza di questi ultimi in numerose riserve ha cambiato la demografia del paese indiano. Una delle molte implicazioni di questo fatto è che le tribù non possono sempre accollarsi efficacemente la gestione totale di una riserva, perché i proprietari e gli utilizzatori non indiani delle terre assegnate asseriscono che le tribù non hanno alcuna autorità sulle terre che ricadono nella giurisdizione fiscale e di ordine pubblico del governo locale.[5]

Il fattore demografico, abbinato ai dati sulla proprietà fondiaria, condusse, ad esempio, a una vertenza tra i Sioux di Devils Lake e lo Stato del Nord Dakota, dove dei non indiani possedevano più acri dei membri tribali, anche se nella riserva risiedevano più Nativi americani dei non Indiani. La decisione del tribunale si incentrò, in parte, sulla percezione del carattere indiano, asserendo che la tribù non aveva giurisdizione sulle assegnazioni alienate. In un numero di casi — ad es. la Riserva indiana di Yakama — le tribù hanno identificato aree aperte e chiuse dentro le riserve. La maggioranza delle proprietà fondiarie e delle residenze dei non Indiani si trovano nelle aree aperte e, al contrario, le aree chiuse rappresentano la residenza tribale esclusiva e le relative condizioni.

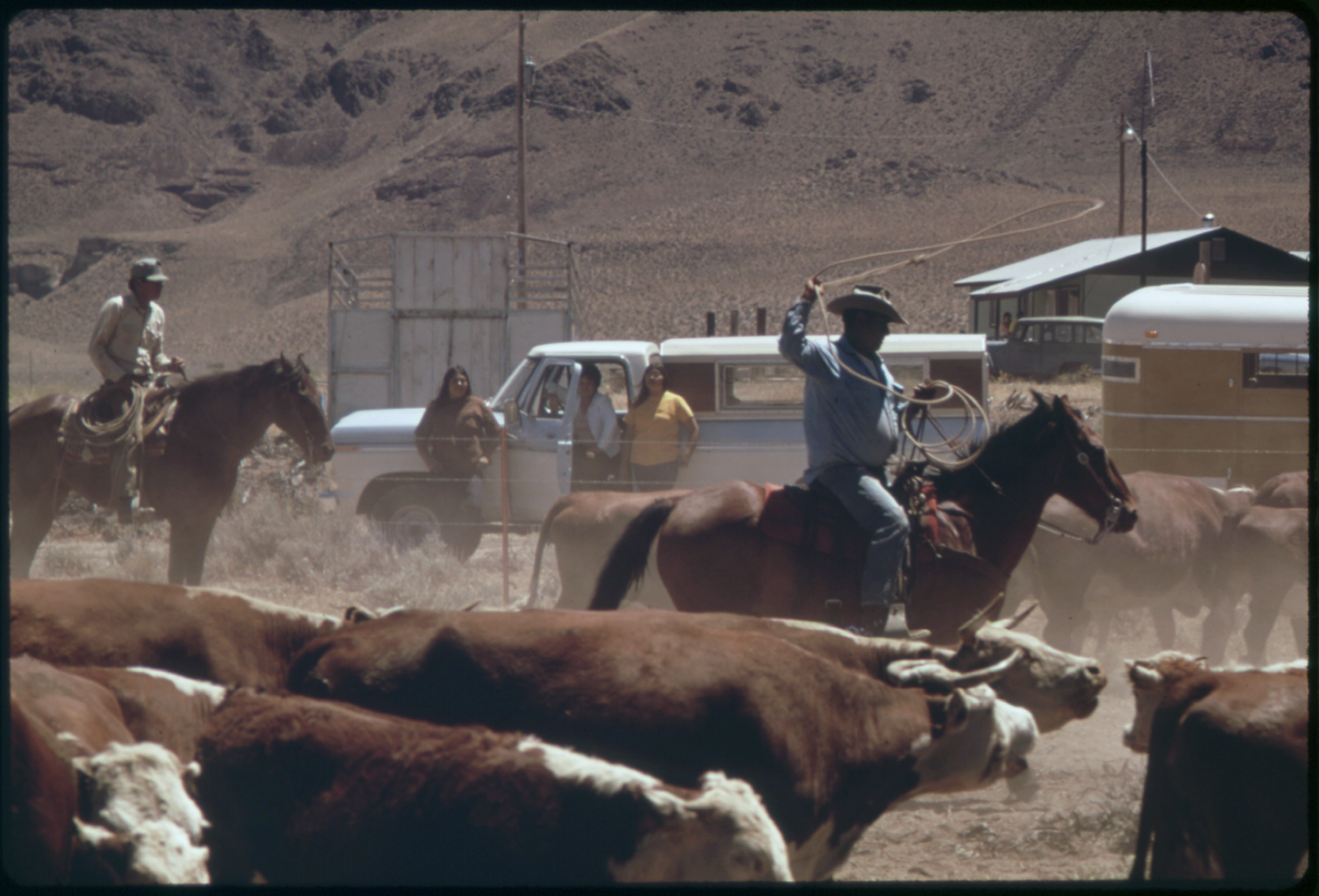
Comincia il raduno del bestiame di proprietà dei Paiute nella Riserva indiana del Lago Pyramid, 1973.

Il paese indiano oggi consiste di un governo tripartito — cioè, federale, statale e/o locale, e tribale –. Dove i governi statali e locali possono esercitare una qualche, seppur limitata, autorità in materia di ordine pubblico, la sovranità tribale è diminuita. Questa situazione si prevale in relazione alle attività di gioco d'azzardo indiano, perché la legislazione federale rende lo stato parte in qualsiasi accordo contrattuale o statutario.
Infine, altre forme di occupazione nelle riserve possono avvenire in virtù di diritti di possesso tribale o individuale. Ci sono molte chiese nelle riserve; la maggior parte occupavano la terra tribale per consenso del governo federale o della tribù. Gli uffici delle agenzie del BIA, gli ospedali, le scuole e altre infrastrutture di solito occupano particelle federali residue dentro le riserve. Molte riserve includono una o più sezioni (circa 640 acri (2,6 km²)) di terre per le scuole, ma quelle terre tipicamente restano parte della riserva (ad es., Enabling Act of 1910 nell'articolo 20). Come prassi generale, tali terre possono rimanere infruttifere o essere messe a pascolo dai ranchers tribali.

## Dispute sulla sovranità terriera
Quando gli Europei scoprirono il "Nuovo Mondo" nel XV secolo, la terra che era nuova per loro era da migliaia di anni la patria dei Popoli nativi. Il governo coloniale americano creò un precedente di istituire la sovranità terriera del Nord America attraverso trattati fra entità sovrane. Questo precedente fu mantenuto dal governo degli Stati Uniti. Come risultato, la maggior parte della terra dei Nativi americani fu acquistata dal governo degli Stati Uniti, una porzione della quale fu destinata a rimanere sotto la sovranità nativa. Il governo degli Stati Uniti e i Popoli nativi non sempre concordano sul modo di amministrare la terra, il che ha prodotto come risultato una serie di dispute sulla sovranità.

### Dispute sulla terra delle Colline Nere
Il governo federale e i membri della tribù dei Lakota Sioux sono coinvolti negli sforzi per risolvere la rivendicazione sulle Colline Nere dalla firma del Trattato di Fort Laramie del 1868, che creò quella che oggi è conosciuta come la Grande Nazione Sioux che copre le Colline Nere e quasi metà del Sud Dakota occidentale. Questo trattato fu riconosciuto e rispettato fino al 1874, quando il generale George Custer scoprì l'oro, spingendo un'ondata di coloni nell'area e portando il presidente degli Stati Uniti Grant a rendersi conto del valore di quelle terre. Il presidente Grant usò la forza militare per allontanare i Sioux dalla terra e promosse l'approvazione il disegno di legge del Congresso sugli stanziamenti di bilancio per i Servizi indiani nel 1876, un trattato "muori di fame o vendi" firmato soltanto dal 10% del 75% degli uomini della tribù richiesto in base alle specifiche del Trattato di Fort Laramie, che proclamava la rinuncia dei Sioux ai loro diritti sulle Colline Nere. In seguito a questo trattato, fu approvato dal Congresso l'Accordo del 1877 per allontanare i Sioux dalle Colline Nere, che affermava che la terra era acquistata dai Sioux malgrado il numero insufficiente di firme, la mancanza di registrazioni delle transazioni e la rivendicazione della tribù che la terra non era mai stata in vendita.
Le Colline Nere sono sacre per i Sioux come luogo centrale per la loro spiritualità e identità, e la contestazione della proprietà della terra è stata perorata con forza nei tribunali dalla Nazione Sioux fin da quando fu concesso loro lo spazio legale nel 1920. A cominciare dal 1923, i Sioux fecero ricorso sostenendo che la loro rinuncia alle Colline Nere era illegale in base al Quinto Emendamento, e nessun ammontare di denaro può compensare la perdita della loro terra sacra. Questo ricorso arrivò fino alla causa della Corte suprema Stati Uniti c. Nazione degli Indiani Sioux nel 1979 dopo essere stato ripreso dal Congresso, e ai Sioux furono concessi oltre 100 milioni di dollari quando la Corte dichiarò che la confisca delle Colline Nere fu in realtà illegale. I Sioux hanno continuamente rifiutato il denaro, e da allora il risarcimento accumula interessi in conti fiduciari e ammontava a circa 1 miliardo di dollari nel 2015.
Durante la sua campagna elettorale, il presidente Barack Obama diede indicazioni che il caso delle Colline Nere sarebbe stato risolto con soluzioni innovative e con la consultazione, ma questo fu messo in dubbio quando il consigliere della Casa Bianca Leonard Garment mandò una nota agli Oglala dicendo: "I giorni della stipulazione di trattati con gli Indiani americani sono finiti nel 1871; ...solo il Congresso può rescindere o cambiare in qualunque modo statuti entrati in vigore dal 1871." L'Alleanza per i risarcimenti degli He Sapa fu istituita dopo l'inaugurazione di Obama per educare il popolo sioux e proporre un disegno di legge al Congresso che avrebbe allocato 1,3 milioni di acri (5 300 km²) di terra federale dentro le Colline Nere alla tribù. Al 2018, la disputa delle Colline Nere è ancora in corso: si stima che il fondo fiduciario valga ormai quasi 1,3 miliardi di dollari e molti osservatori credono che l'applicazione degli istituti di giustizia risarcitoria possa essere la soluzione migliore per affrontare questa disputa secolare.

### Rivendicazioni terriere irochesi nello stato di New York settentrionale

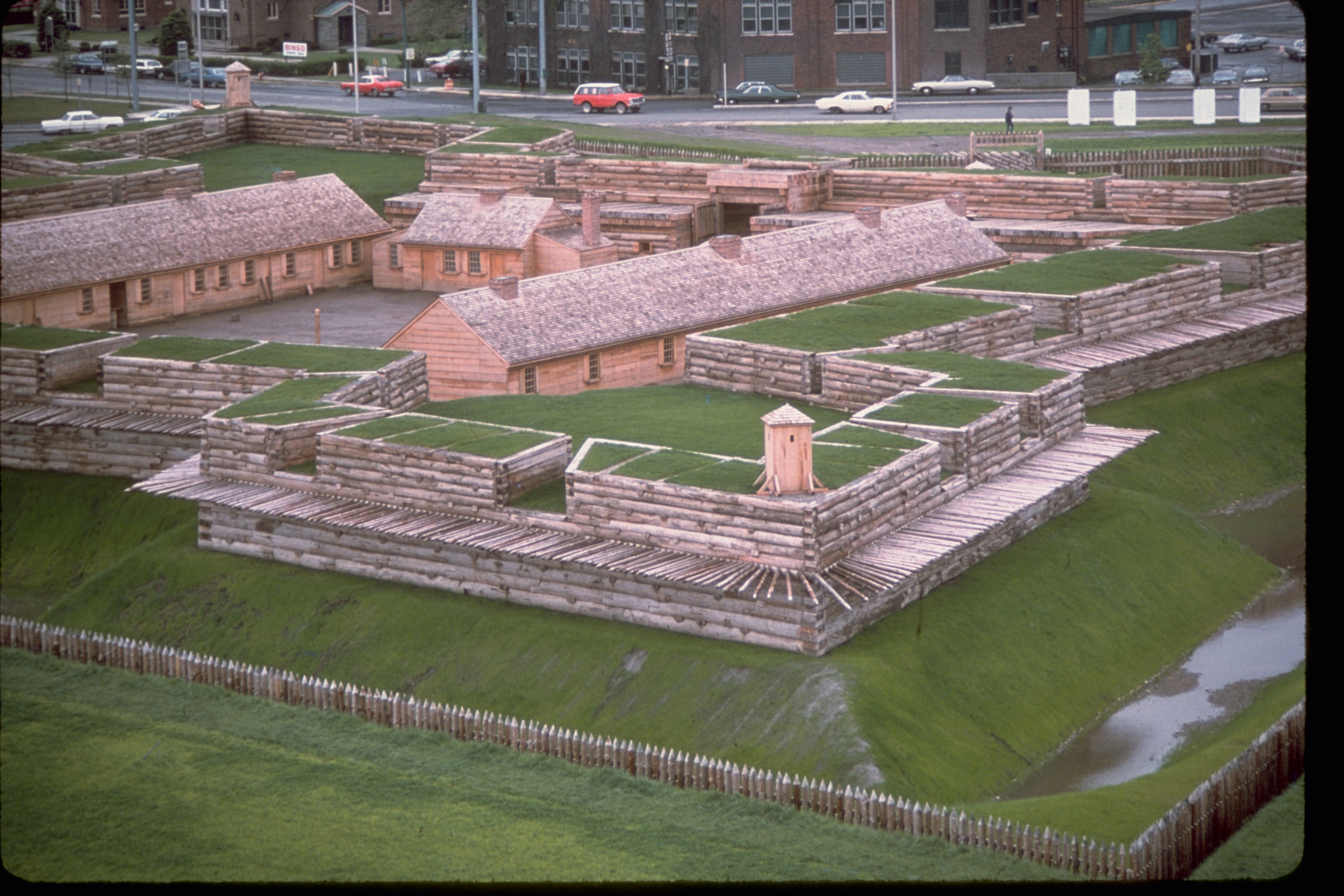
Fort Stanwix (NY).

Mentre il Trattato di Parigi del 1783, che mise fine alla Rivoluzione americana, affrontava le dispute sulla sovranità terriera tra la Corona britannica e le colonie, esso trascurò di comporre le ostilità tra i popoli indigeni — specificamente quelli che combatterono dalla parte dei Britannici, come fecero quattro dei membri degli Haudenosaunee (Irochesi) — e i coloni. Nell'ottobre 1784 il governo degli Stati Uniti appena formato promosse negoziati con i rappresentanti delle Sei Nazioni Irochesi a Fort Stanwix (New York). I negoziati produssero alla fine un trattato, in base al quale gli Indiani rinunciavano al loro territorio dentro la valle del fiume Ohio e gli Stati Uniti garantivano agli Haudenosaunee 6 milioni di acri (24 000 km²) — circa la metà di quella che è l'attuale New York — come terre natie permanenti.
Insoddisfatto delle condizioni del trattato stipulato dal governo federale, lo stato di New York si assicurò una serie di ventisei "affitti" ("leases"), molti dei quali duravano 999 anni, su tutti i territori nativi dentro i suoi confini. Indotti a credere che avessero già perso la loro terra a favore della New York Genesee Company, gli Haudenosaunee acconsentirono a dare in affitto le terre, che fu presentato dal governatore dello stato di New York George Clinton come un mezzo mediante il quale gli indigeni avrebbero potuto mantenere la sovranità sulla loro terra. Il 28 agosto 1788, gli Oneida affittarono 5 milioni di acri (20 000 km²) allo stato in cambio di 2.000 dollari in contanti, 2.000 dollari in vestiti, 1.000 dollari in provviste e una rendita annuale di 600 dollari. Le altre due tribù seguirono con intese simili.
La Holland Land Company ottenne il controllo su tutti gli acri, tranne dieci, di terra nativa affittati allo stato di New York il 15 settembre 1797. Queste 397 miglia quadrate (1.028 km²) furono successivamente parcellizzati e subaffittati a dei bianchi, presumibilmente ponendo fine al diritto di proprietà nativo sulla terra. Malgrado le proteste irochesi, le autorità federali non fecero virtualmente nulla per correggere l'ingiustizia. Certi di perdere tutta la loro terra, nel 1831 la maggior parte degli Oneida chiese che ciò che era rimasto dei loro possedimenti fosse scambiato con 500 000 acri (2 000 km²) acquistati dai Menominee in Wisconsin. Il presidente Andrew Jackson, impegnato nella deportazione degli Indiani a ovest del Mississippi, acconsentì.
Il Trattato di Buffalo Creek, firmato il 15 gennaio 1838, cedette direttamente 102 069 acri (413 km²) di terra seneca alla compagnia Ogden per 202.000 dollari, una somma che fu divisa in parti uguali tra il governo — che doveva tenerlo in un fondo fiduciario per gli Indiani — e individui non indiani che volevano comprare e migliorare gli appezzamenti. Tutto quello che rimaneva del possedimento dei Cayuga, degli Oneida, degli Onondaga e dei Tuscarora fu estinto dalla Ogden a un costo totale di 400.000 dollari.
Dopo le lamentele degli Indiani, fu scritto un secondo Trattato di Buffalo nel 1842 nel tentativo di mediare la tensione. In base a questo trattato, agli Haudenosaunee fu dato il diritto di risiedere a New York e piccole aree di riserve furono ripristinate dal governo statunitense.
Questi accordi furono largamente inefficaci nel tutelare la terra dei Nativi americani. Entro il 1889 l'80 per cento di tutta la terra delle riserve irochesi di New York era dato in affitto a non nativi.

### Disputa terriera Navajo-Hopi
Le odierne riserve indiane navajo e hopi sono localizzate nell'Arizona settentrionale, vicino all'area di Four Corners. La riserva Hopi è di 2 531,773 miglia quadre (6 557,26 km²) all'interno dell'Arizona e si trova circondata dalla più vasta riserva Navajo, che abbraccia 27 413 miglia quadre (71 000 km²) e si estende leggermente negli stati del Nuovo Messico e dello Utah. Gli Hopi, noti anche come Pueblo, compirono molte migrazioni in tutto il Sudovest per motivi spirituali, prima di stabilirsi nell'attuale Arizona settentrionale. Anche il popolo navajo migrò per tutto il Nord America occidentale seguendo comandamenti spirituali prima di stabilirsi vicino all'area del Grand Canyon. Le due tribù coesistevano pacificamente e avevano tra loro anche scambi commerciali e culturali. Tuttavia, i loro modi di vita furono minacciati quando il "nuovo popolo", come i Navajo chiamavano i coloni bianchi, cominciò a giustiziare i Nativi in tutto il continente e a reclamare la loro terra, in conseguenza della Legge sulle deportazioni indiane di Andrew Jackson. Ne derivò la guerra tra i Navajo, che chiamavano sé stessi Diné, e i nuovi Americani. Il risultato finale fu la "Lunga marcia" al principio degli anni 1860, nella quale l'intera tribù fu costretta a camminare per circa 400 miglia (640 km) da Fort Canby (attuale Window Rock) in Arizona a Bosque Redondo nel Nuovo Messico. Questa marcia è simile al già citato "Sentiero delle lacrime" dei Cherokee e, come in quel caso, molti membri della tribù non sopravvissero alla traversata. I circa 11.000 membri superstiti della tribù furono imprigionati qui, in quella che il governo degli Stati Uniti reputava una riserva indiana sperimentale, che però alla fine fallì perché divenne troppo costosa, c'erano troppe persone da nutrire ed erano continuamente razziate da altre tribù native. Conseguentemente, nel 1868, ai Navajo fu consentito di ritornare alla loro terra natia dopo aver firmato il Trattato di Bosque Redondo. Il trattato istituì ufficialmente la "Riserva indiana navajo" in Arizona settentrionale. Il termine "riserva" è uno di quelli che creano territorialità o rivendicazioni su luoghi. Questo trattato dà loro il diritto alla terra e al governo semiautonomo di essa. La riserva hopi, d'altro canto, fu creata attraverso un ordine esecutivo del presidente Arthur nel 1882.
Alcuni anni dopo l'istituzione delle due riserve, fu approvato il già citato Dawes Allotment Act ("Legge Dawes sulle assegnazioni"), in base al quale la terra tribale comune veniva divisa e allocata a ciascuna famiglia indiana nel tentativo di attuare stili di coltivazione della terra di tipo europeo-americano, dove ogni famiglia possiede e lavora il proprio appezzamento di terra. Nei fatti, questo fu un ulteriore atto del governo statunitense per rinchiudere i Nativi. Ogni famiglia ricevette 640 acri (2,6 km²) o meno di terra e quella rimanente fu considerata un'"eccedenza" perché era più di quanto le tribù avessero bisogno. Questa terra "in eccedenza" fu quindi resa disponibile per l'acquisto da parte di cittadini statunitensi.
La terra destinata alla riserva dei Navajo e degli Hopi fu considerata in origine sterile e improduttiva dai coloni bianchi, fino al 1921 quando dei prospettori perlustrarono la zona in cerca di petrolio. Le società minerarie fecero pressioni sul governo statunitense per costituire i consigli dei Nativi americani nelle riserve affinché accettassero i contratti, specificamente gli affitti, in nome della tribù.
Durante la Seconda guerra mondiale, dalla loro terra fu estratto anche l'uranio, spesso impiegando gli stessi membri delle tribù locali, benché le compagnie e il governo trascurassero di informare la gente dei pericoli dell'esposizione alle radiazioni. Alcune persone avevano perfino costruito le loro case con i rifiuti della miniera. Le compagnie omisero anche di smaltire correttamente i rifiuti radioattivi, il che inquinò e continuerà a inquinare l'ambiente, incluse le sorgenti d'acqua dei Nativi. Molti anni dopo, quegli stessi uomini che avevano lavorato nelle miniere morirono di cancro ai polmoni e le loro famiglie non ricevettero alcuna forma di risarcimento finanziario.
Nel 1979, la fuoriuscita dall'impianto per l'uranio di Church Rock fu il più grande rilascio di rifiuti radioattivi nella storia statunitense. La fuoriuscita contaminò il Puerco River con 1.000 tonnellate di rifiuti radioattivi solidi e 93 milioni di galloni (350 milioni di l) di soluzione di residui acidi e radioattivi che si riversarono a valle nella Nazione navajo. I Navajo usavano l'acqua del Puerco River per l'irrigazione e il bestiame, ma non furono immediatamente informati della contaminazione e del suo pericolo.
Dopo la fine della guerra, la popolazione americana conobbe un boom e le domande di energia lievitarono. Le società di servizi pubblici avevano bisogno di una nuova fonte di energia e così cominciarono la costruzione di centrali elettriche alimentate a carbone. Collocarono queste centrali nella regione di Four Corners. Negli anni 1960, John Boyden, un avvocato che lavorava sia per la tribù hopi che per la Peabody Coal, il più grande produttore di carbone della nazione, riuscì ad ottenere i diritti per la terra hopi, inclusa la Black Mesa, una località sacra sia per gli Hopi che per i Navajo che si trovava in parte all'interno dell'area destinata all'uso congiunto di entrambe le tribù.
Secondo i principi stabiliti dai partecipanti al First National People of Color Environmental Leadership Summit ("Primo vertice nazionale per il primato ambientale dei popoli di colore"), questo caso è un esempio di "razzismo e ingiustizia razziale" perché il popolo navajo e quello hopi, che sono comunità di colore afflitte da bassi redditi e alienazione politica, sono state colpite in modo sproporzionaro dalla prossimità e dal conseguente inquinamento di queste centrali elettriche, che hanno trascurato il loro diritto all'aria pulita e hanno degradato la loro terra, e perché le s poltidhe pubbliche non sono state basate sul rispetto reciproco di tutte le persone.
Le società minerarie volevano più terra, ma la proprietà congiunta di quest'ultima rendeva i negoziati difficili. Al tempo stesso, le tribù hopi e navajo stavano bisticciando sui diritti terrieri perché il bestiame navajo pascolava continuamente sulla terra hopi land. Boyden trasse vantaggio da questa situazione, presentando al Sottocomitato per gli Affari indiani della Camera, asserendo che, se il governo non fosse intervenuto e avesse fatto qualcosa, ne sarebbe seguita una guerra sanguinosa fra le tribù. I membri del Congresso si accordarono per approvare il Navajo-Hopi Land Settlement Act of 1974 ("Legge sugli insediamenti delle navajo-hopi del 1974"), che obbligava qualunque hopi e navajo che vivesse sulla terra dell'altro a traslocare. Questo riguardò 6.000 Navajo e in definitiva beneficiò di più le società di carbone che potevano ora accedere più facilmente alla terra disputata. Invece di usare la violenza dell'esercito per trattare con coloro che rifiutavano di trasferirsi, il governo approvò quello che divenne noto come il Bennett Freeze ("Congelamento Bennett", dal nome del Commissario agli Affari indiani dell'epoca, Robert L. Bennett) per incoraggiare la gente ad andare via. In base al Bennett Freeze, nella zona "congelata", corrispondente a 1,5 milioni di acri (6 100 km²) di terra navajo, fu bandito qualunque tipo di sviluppo e manutenzione, inclusa l'asfaltatura delle strade e perfino la riparazione dei tetti. Questo intendeva essere solo un incentivo temporaneo per spingere i negoziati con le tribù, ma finì per durare oltre 40 anni fino al 2006, quando il presidente Obama revocò la moratoria. Tuttavia, il retaggio del Bennett Freeze ancora incombe sulla regione, come si vede dalle condizioni di vita quasi da terzo mondo della riserva: il 75% delle persone non hanno accesso all'elettricità e le situazioni degli alloggi sono assai scadenti.

### La tribù sioux di Standing Rock Sioux e ilDakota Access Pipeline

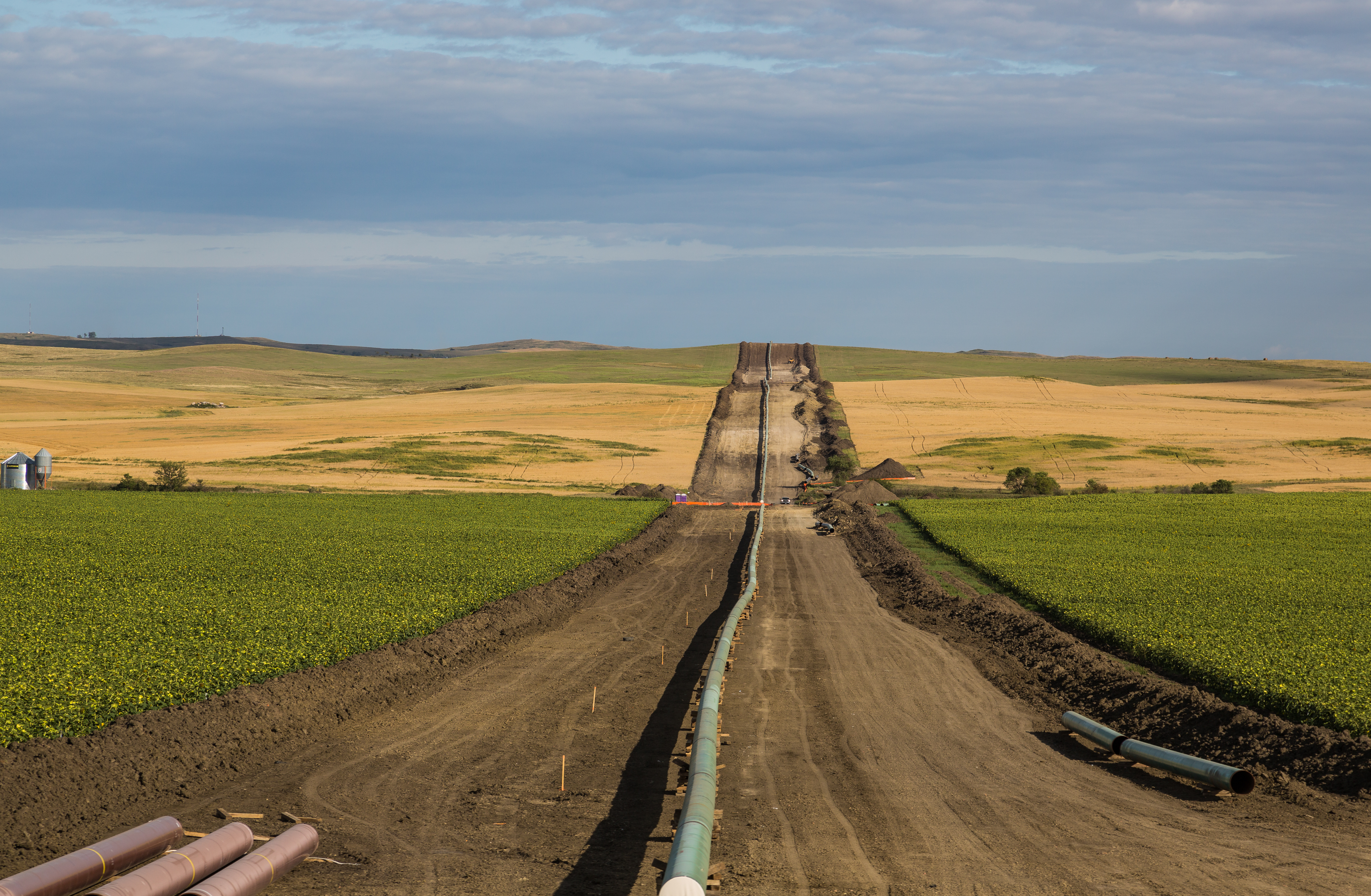
Il Dakota Access Oil Pipeline in Nord Dakota

La costruzione del Dakota Access Pipeline (letteralmente "Oleodotto di accesso al Dakota"), un oleodotto di 1 172 miglia (1 886 km) che trasporta petrolio greggio dal Nord Dakota all'Iowa, è stata in contestazione con la tribù sioux di Standing Rock, che asserisce che la costruzione e l'uso dell'oleodotto minacciano le terre native, i terreni sacri di sepoltura, le riserve idriche fornite dal Lago Oahe, e la salute ambientale. In origine si era proposto che l'oleodotto fosse costruito attraverso l'area settentrionale di Bismarck, ma fu deviato in un'area vicino alla riserva sioux di Standing Rock Sioux dietro pressione di membri della comunità di Bismarck, preoccupata dei danni che l'oleodotto poteva arrecare alla loro riserva idrica. Bismarck ha una popolazione per il 92,4% composta solo da bianchi, e gli oppositori dell'oleodotto hanno affermato che la deviazione dell'oleodotto verso l'area che può impattare sul territorio indigeno è razzista.
A cominciare dall'aprile 2016, manifestanti nativi e non nativi si radunarono sulla terra vicino ai siti di costruzione del Dakota Access Pipeline. Il conflitto fra i membri della tribù e il governo è iniziato fin dalla firma del Trattato di Fort Laramie del 1868, che creò la Grande nazione sioux ed è proseguito con la successiva contesa riguardo alla proprietà delle Colline Nere (che costituiscono la terra sacra dei Sioux). Nel dicembre 2016, i lavori per la realizzazione dell'oleodotto furono temporaneamente interrotti e fu negata loro la servitù di passaggio sui terreni federali sotto il presidente Obama, ma il 24 gennaio 2017 il presidente Trump firmò un ordine esecutivo, che consentiva la continuazione della costruzione del Dakota Access Pipeline.
In conseguenza di tale provvedimento presidenziale, il 9 febbraio il Corpo dei Genieri dell'Esercito, che ha la competenza sui terreni federali all'interno delle riserve indiane, approvò la servitù per il passaggio dell'oleodotto sotto il Lago Oahe, consentendo alla Dakota Access di completare l'opera. La decisione fu contestata in una causa legale dai Sioux della Riserva di Cheyenne River. Ciononostante, la costruzione dell'oleodotto fu completata in aprile e il primo quantitativo di petrolio fu consegnato il 14 maggio 2017. L'oleodotto divenne commercialmente operativo il 1º giugno 2017.

## Vita e cultura

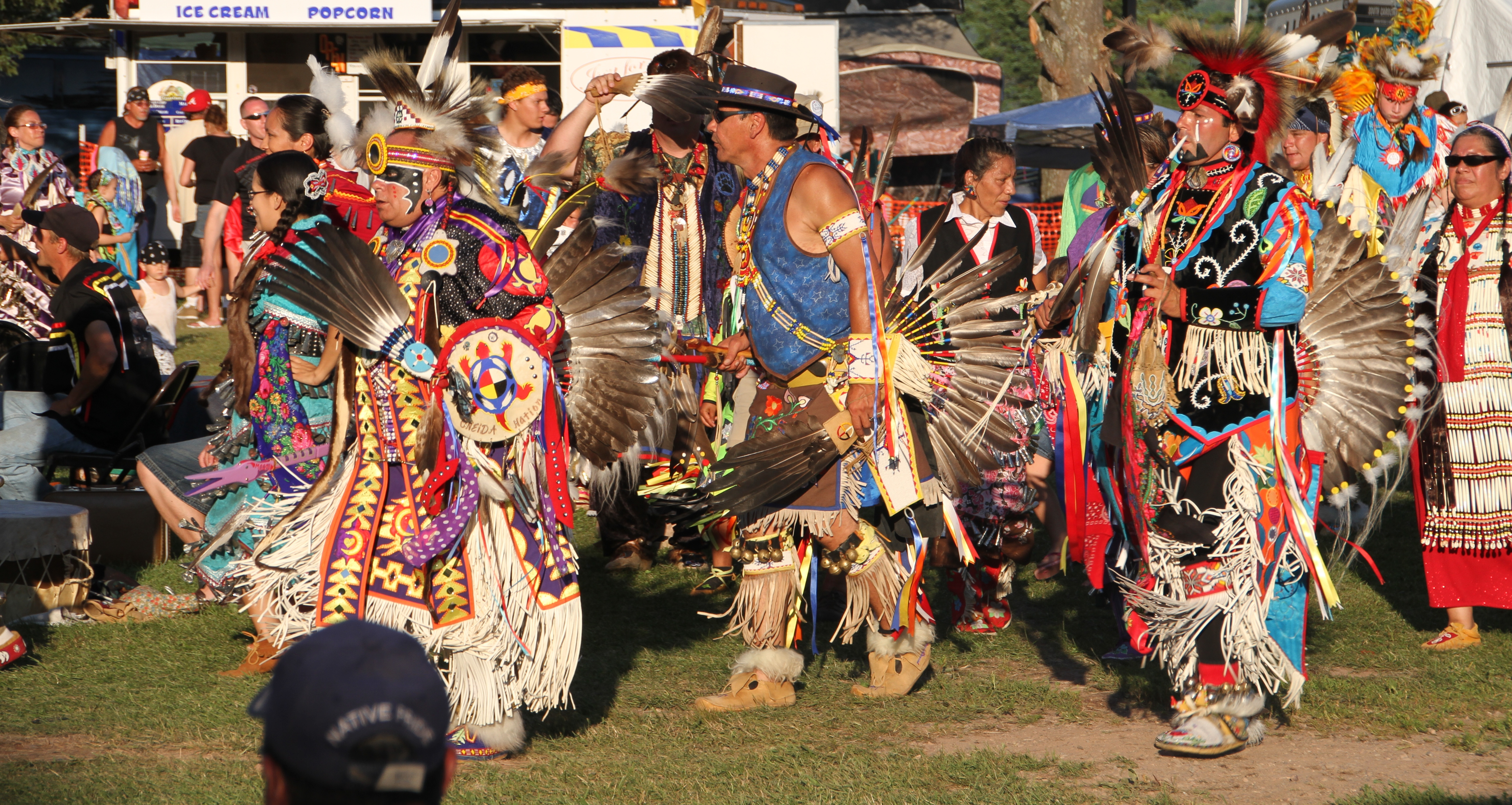
La Riserva indiana di Red Cliff nel Wisconsin durante il suo annuale pow wow

Molti Nativi americani che vivono nelle riserve trattano con il governo federale attraverso due agenzie: il Bureau of Indian Affairs (Agenzia degli Affari indiani) e l'Indian Health Service (Servizio sanitario indiano).
Il tenore di vita in alcune riserve è paragonabile a quello nei paesi in via di sviluppo, con problemi di mortalità infantile, di aspettativa di vita, di scarsa nutrizione, di povertà e di abuso di alcol e droghe. Le due contee più povere degli Stati Uniti sono la contea di Buffalo (Dakota del Sud), sede della Riserva indiana di Lower Brule, e la contea di Oglala Lakota (Dakota del Sud), sede della Riserva indiana di Pine Ridge, secondo i dati compilati dal censimento del 2000.
È convinzione comune che l'ambientalismo e una profonda connessione con la natura siano radicati nella cultura nativa americana. In anni recenti, gli storici culturali hanno iniziato a ricostruire questa nozione in maniera più oggettiva, cercando di rimuovere alcune idealizzazioni, romantiche ma culturalmente inaccurate. Altri riconoscono le differenze tra gli atteggiamenti e le prospettive che emergono da un confronto della filosofia europea occidentale e la conoscenza ecologica tradizionale dei popoli indigeni, specialmente quando si considerano i conflitti e le strategie di gestione delle risorse naturali che coinvolgono più parti.

## Gioco d'azzardo
Nel 1979, la tribù dei Seminole aprì un'attività per il gioco del bingo destinata a puntate elevate nella sua riserva in Florida. Lo stato tentò di chiudere la sala, ma fu fermato in tribunale. Negli anni 1980, il caso di California v. Cabazon Band of Mission Indians ("California contro Banda Cabazon degli Indiani di Mission") stabilì il diritto delle riserve di gestire altre forme di attività nel settore del gioco d'azzardo. Nel 1988, il Congresso approvò l'Indian Gaming Regulatory Act ("Legge per la regolazione del gioco d'azzardo indiano"), che riconosceva il diritto delle tribù native americane di istituire strutture per il gioco d'azzardo e il gioco ordinario nelle loro riserve a condizione che gli stati nei quali sono localizzate abbiano una qualche forma di gioco d'azzardo legalizzato.
Oggi, molti casinò nativi americani sono usati come attrazioni turistiche, anche come base per strutture alberghiere e congressuali, per attirare visitatori e introiti nelle riserve. Il successo delle attività del gioco d'azzardo in alcune riserve ha aumentato grandemente la ricchezza economica di alcune tribù, consentendo loro di investire per migliorare le infrastrutture, l'istruzione e la sanità per la loro gente.

## Ordine pubblico e criminalità
È stato disposto storicamente (dal Major Crimes Act ("Legge sui crimini maggiori") del 1885, 18 U.S.C. §§1153, 3242, e dalla giurisprudenza dei tribunali) che i crimini gravi nelle riserve indiane fossero indagati dal governo federale, di solito dal Federal Bureau of Investigation, e perseguiti dai procuratori degli Stati Uniti del distretto giudiziario federale nel quale si trova la riserva.
La competenza dei tribunali tribali era limitata ai reati punibili con condanne fino a un anno o meno, finché il 29 luglio 2010 fu approvato il Tribal Law and Order Act ("Legge sull'ordine pubblico tribale"), che in qualche misura riformava il sistema permettendo ai tribunali tribali di imporre sentenze fino a tre anni, purché il procedimento giudiziario fosse registrato e agli imputati fossero estesi diritti aggiuntivi. Il Dipartimento della Giustizia l'11 gennaio 2010 iniziò l'Indian Country Law Enforcement Initiative ("Iniziativa per l'ordine pubblico nel paese indiano") che riconosceva i problemi di ordine pubblico nelle riserve indiane e assegnava massima priorità a risolvere i problemi esistenti.
Il Dipartimento della Giustizia riconosce la relazione giuridica unica che gli Stati Uniti hanno con le tribù federalmente riconosciute. Come aspetto di questa relazione, in gran parte del Paese indiano, solo il Dipartimento della Giustizia ha l'autorità di chiedere una condanna che comporti una potenziale sentenza appropriata quando è stato commesso un grave crimine. Il nostro ruolo come pubblico accusatore primario dei gravi crimini rende la nostra responsabilità verso i cittadini del Paese Indiano unica e vincolante. Di conseguenza, la pubblica sicurezza nelle comunità tribali è una priorità assoluta per il Dipartimento della Giustizia.
L'enfasi era posta sul miglioramento della repressione dei crimini che implicano violenza domestica e aggressione sessuale.
Approvata nel 1953, la Public Law 280 (PL 280) dava la giurisdizione sui reati penali che coinvolgevano gli Indiani nel Paese indiano a certi Stati e consentiva ad altri Stati di assumere la giurisdizione. La legislazione successiva consentì agli Stati di ricedere la giurisdizione, il che è avvenuto in alcune aree. Alcune riserve in base applicando la PL 280 hanno sperimentato confusione giurisdizionale, malcontento tribale e contenzioso, aggravati dalla mancanza di dati sui tassi di criminalità e sulla risposta dell'ordine pubblico.
Al 2012, un'alta incidenza di stupri continuava ad impattare sulle donne native americane.

### Violenza e abuso di sostanze
Una rilevazione dei certificati di morte su un periodo di quattro anni mostrava che le morti tra gli Indiani causate dall'alcol sono circa quattro volte più comuni che nella popolazione generale statunitense e sono spesso dovute a incidenti stradali ed epatopatie, contribuendo anche gli omicidi, i suicidi e le cadute. Le morti dovute all'alcol tra gli Indiani americani sono più comuni tra gli uomini e tra gli Indiani delle Pianure settentrionali. I Nativi dell'Alaska mostravano la minore incidenza di morti. In base alla legge federale, le vendite di alcol sono proibite nelle riserve indiane, a meno che i consigli tribali abbiano scelto di consentirlo.
La violenza delle bande sta diventando un notevole problema sociale. Un articolo del New York Times del 13 dicembre 2009 sulla crescente violenza delle gang nella Riserva indiana di Pine Ridge stimava che ci fossero 39 bande con 5.000 membri solo in quella riserva. In contrapposizione alle tradizionali liste dei "più ricercati" (Most Wanted), i Nativi americani sono spesso posti in liste regionali dei programmi Crime Stoppers che offrono ricompense per chi ne segnala la posizione.